# Музей бурштину (Паланга)
Музей бурштину (лит. Gintaro muziejus) — музей у Паланзі, філія Литовського художнього музею.
Музей розміщується в палаці Тишкевичів, побудованому 1897 року неподалік від берега Балтійського моря за проектом німецького архітектора Франца Швехтена. Палац розташований у ботанічному парку, створеного ландшафтним архітектором Едуардом Франсуа Андре.
Музейна колекція бурштину налічує близько 28 000 одиниць зберігання, з яких близько 15 000 містять включення комах, павуків або рослин. Виставлено близько 4500 експонатів; багато з них є предметами мистецтва або ювелірними виробами.

## Історія
Узбережжя Балтійського моря є джерелом євразійської торгівлі бурштином з доісторичних часів (див. Бурштиновий шлях). Неолітичні артефакти, зроблені з бурштину, були виявлені в сусідній Юодкранте в 19 столітті — ці артефакти, на жаль, зникли в 20 столітті. Литовська міфологія, фольклор і мистецтво давно пов'язані з бурштином; легенда про Юрате і Кастітіса розповідає про підводний палац з бурштину під Балтикою, який був зруйнований Перкунасом, богом грому. Кажуть, що його уламки були джерелом бурштину, який до цих пір вимивається на пляжах неподалік.
Бурштинові майстерні з'явилися в Паланзі в 17 столітті; гільдії, які займалися бурштином, функціонували в Брюгге, Любеку, Данцигу і Кенігсберзі. До кінця 18 століття Паланга була центром бурштинової промисловості Російської імперії. У роки, що передували Першій світовій війні, у Паланзі щорічно перероблялося близько 2000 кілограмів необробленого бурштину.
У 1897 році Фелікс Тишкевич зі старої російсько-литовської дворянської сім'ї, яка довгий час жила в Паланзі, побудував палац у стилі неоренесансу за проєктом німецького архітектора Франца Генріха Швехтена.. Після руйнувань Першої та Другої світових воєн він прийшов в занепад. Палац був відновлений 1957 року за планами архітектора Альфредаса Брусокаса. Музей бурштину в будівлі палацу був відкритий 1963 року як філія Литовського художнього музею, у його колекції було лише 480 експонатів; 13 серпня 1970 року він прийняв свого мільйонного відвідувача. Палац був включений до складу художнього музею Литви в 1990-х роках і продовжує розширюватися.

## Експозиція
Виставкові площі, відкриті для публіки, включають 15 зал площею близько 750 квадратних метрів; з'єднану з палацом каплицю, у якій проходять тимчасові виставки. Музей тематично розділений на дві частини — у першій частині розглядаються наукові аспекти, у другій — культурні та художні аспекти бурштину.
Перший поверх присвячений експозиціям, які ілюструють формування і склад бурштину. Бурштин у районі Паланги виник в дельтових відкладень річок, які текли з Фенноскандії в період еоцену, близько 40-45 мільйонів років тому. Проілюстровані процеси, за допомогою яких смола перетворюється в бурштин під дією мікроорганізмів, окислення і полімеризації. 
У музеї зберігається третій за величиною зразок бурштину в Європі, «Сонячний камінь», розміром 210x190x150 мм і вагою 3526 грамів, який двічі викрадався. Бурштин з інших регіонів світу також є частиною колекції.
Культурні та мистецькі експонати включають в себе кільце 15-го століття, хрест 16-го століття й ювелірні вироби з бурштину останніх чотирьох століть, а також кілька мундштуків і декоративних шкатулок. Зниклі бурштинові артефакти, що належать до епохи неоліту, були реконструйовані археологами. У колекцію входять твори сучасного бурштинового мистецтва, у тому числі роботи литовських художників Хорстаса Талейкіса, Діоніза Варкаліса, Йонаса Урбонаса та інших.

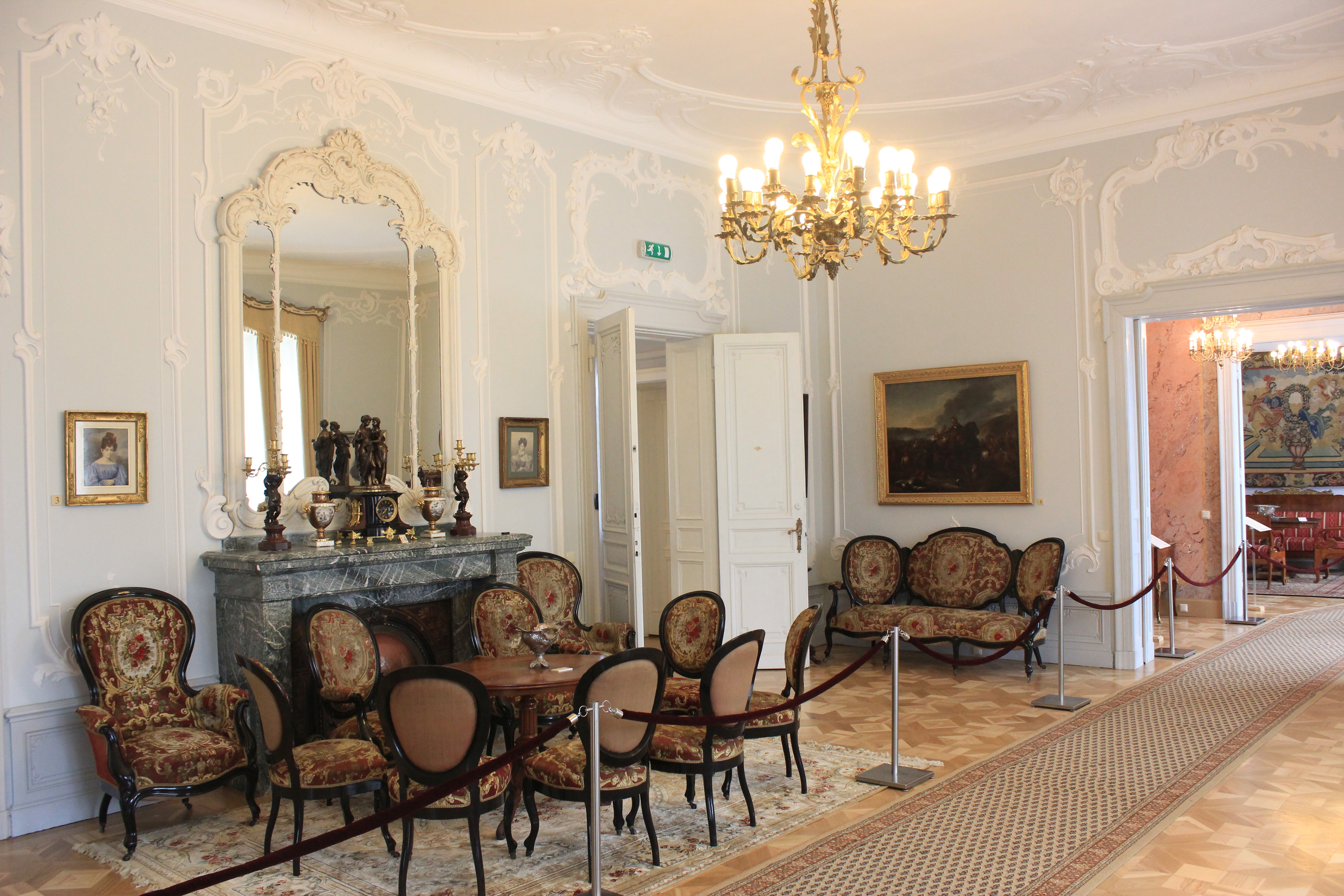
Інтер'єр музею
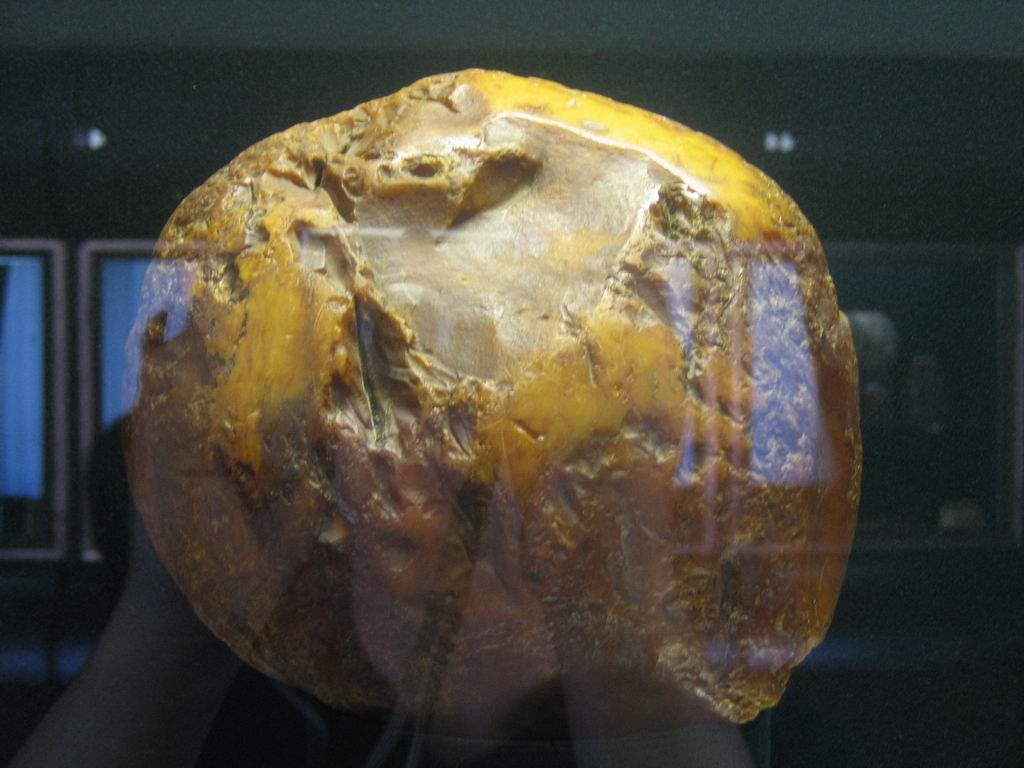
«Сонячний камінь», розміром 210x190x150 мм і вагою 3526 грамів
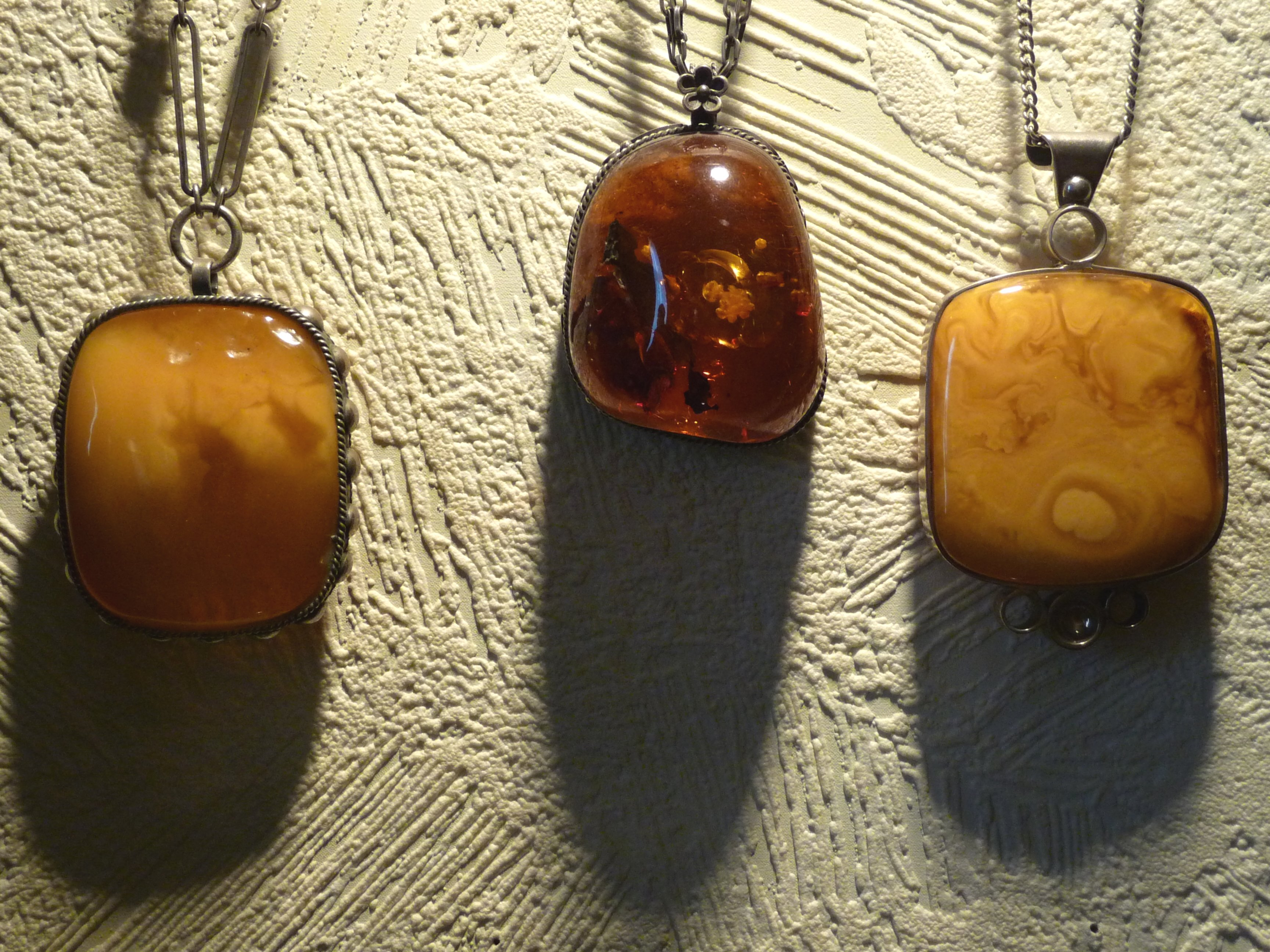
Бурштинові кулони